# Chirothrips insolitus
Chirothrips insolitus är en insektsart som beskrevs av Ian A. Hood 1915. Chirothrips insolitus ingår i släktet Chirothrips och familjen smaltripsar. Inga underarter finns listade i Catalogue of Life.